# Norbert Kappen
Norbert Friedrich Kappen (* 1. Februar 1928 in Gelsenkirchen; † 23. August 1984 in Klosterneuburg, Österreich) war ein deutscher Schauspieler und Hörspielsprecher.

## Leben und Wirken
Kappen wurde als Sohn des Kaufmanns Paul Kappen und der Elisabeth geb. Stendebach in Gelsenkirchen geboren. Später siedelte die Familie nach Bad Godesberg um. Kappen begann seine Bühnenlaufbahn Anfang der 1950er-Jahre an Tournee- und Wanderbühnen des Ruhrgebiets, ehe er 1953 vom Badischen Staatstheater in Karlsruhe sein erstes Festengagement erhielt. Gegen Ende desselben Jahrzehnts folgte er Verpflichtungen an Theatern in Düsseldorf (Kammerspiele) und Köln, wo er eine Zeit lang auch als Oberspielleiter am Theater am Dom wirkte. Einige Jahre wirkte er überdies am Bonner Contra-Kreis-Theater und in den frühen 1970er Jahren auch in Zürich und an den Münchner Kammerspielen.
Seit 1959 stand Kappen regelmäßig vor der Kamera und spielte die kommenden zweieinhalb Jahrzehnte bis zu seinem frühen Tod nahe Wien in einer Fülle von Fernsehfilmen mit. Dort sah man ihn in den verschiedensten Nebenrollen: Kappen spielte einfache Typen wie Taxifahrer, Kellner, Sekretäre und Sergeanten, später verkörperte er aber auch Inspektoren, Professoren und bedeutsame Einzelcharaktere wie den antiken König Menelaos, Karl Liebknecht und Bruno Richard Hauptmann, den angeblichen Entführer des Lindbergh-Babys.
Norbert Kappen, der auch beim Hörfunk umfangreich als Sprecher in Hörspielproduktionen mitgewirkt hatte, arbeitete und lebte zuletzt in bzw. bei Wien. In der österreichischen Hauptstadt war er seit den 1970er-Jahren fester Bestandteil des Burgtheater-Ensembles und wurde schließlich zum Kammerschauspieler ernannt.
Seinen letzten Fernsehauftritt hatte er in der Serie Derrick, in Folge 118 (Ende einer Sehnsucht), welche erst nach seinem Tod, am 31. August 1984 ausgestrahlt wurde. Am 23. August 1984 nahm Norbert Kappen sich in seiner Wohnung in Klosterneuburg bei Wien mit einem Revolver das Leben.

## Filmografie
als Fernsehschauspieler
- 1959: Spanische Legende
- 1960: Die Nachbarskinder
- 1962: Montserrat
- 1963: Dantons Tod
- 1963: Das Kriminalmuseum (Folge: Zahlencode N)
- 1964: Die Dame mit dem Spitzentuch (TV-Reihe Interpol)
- 1965: Der Drache
- 1965: Nächstes Jahr in Jerusalem
- 1965: Familientreffen
- 1965: Der Kardinal von Spanien
- 1965: Die Affäre
- 1966: Hafenpolizei (Folge: Aufgelaufen)
- 1966: An einem ganz gewöhnlichen Tag
- 1967: Das schwedische Zündholz
- 1967: Pauken und Trompeten
- 1967: Der Mann aus dem Bootshaus
- 1967: Der Teufel und der liebe Gott
- 1967: Ein Mädchenleben für Wind
- 1967: Kabale und Liebe
- 1968: Ein Bürger von Calais
- 1968: Kidnap – Die Entführung des Lindbergh-Babys
- 1968: Affäre Dreyfuss
- 1969: Friedrich Ebert – Geburt einer Republik
- 1969: Die Verschwörung
- 1970: Blaue Blüten
- 1972: Der Mann auf meinem Rücken
- 1976: Der junge Freund
- 1978: Der Alte (eine Folge)
- 1978: Lemminge II (Regie: Michael Haneke)
- 1981: Sommergäste
- 1982: Professor Bernhardi
- 1982: Der Weg ins Freie
- 1984: Derrick (Folge 118: Ende einer Sehnsucht)

## Hörspiele (Auswahl)
- 1968: Arthur Sellings: In Vertretung... (Jacques) – Regie: Hans Gerd Krogmann (WDR)
- 1977: Wolfgang Hildesheimer: Biosphärenklänge – Regie: Ferry Bauer (Original-Hörspiel, Science-Fiction-Hörspiel – ORF Oberösterreich)

## Auszeichnung
- 1975: Kainz-Medaille der Stadt Wien